# Heaverham
Heaverham est un hameau du district de Sevenoaks, dans le comté du Kent.

## Lieu
Il est situé à environ trois miles de la ville de Sevenoaks et environ un mile du grand village de Kemsing. Autres implantations à proximité comprennent les villages de Ightham et Seal et les hameaux de Cotman's Ash, Styants Bottom et Crowdleham.

## Transports
Pour le transport il y a les routes A225, A20 et A25 et les autoroutes M26, M20 et M25 à proximité. Il est également la gare de Kemsing à environ un demi-mile.